# Michael Schjønberg
Michael Schjønberg Christensen (Esbjerg, 1967. január 19. –), dán válogatott labdarúgó, edző.
A dán válogatott tagjaként részt vett az 1998-as világbajnokságon, az 1995-ös konföderációs kupán, az 1996-os és a 2000-es Európa-bajnokságon.

## Sikerei, díjai
Hannover
- Német kupagyőztes (1): 1991–92

Kaiserslautern
- Német bajnok (1): 1997–98

Dánia
- Konföderációs kupa győztes (1): 1995